# Mètode del descens infinit
El mètode de descens infinit és un argument matemàtic relacionat amb la demostració per inducció, i també amb la reducció a l'absurd. Utilitza el fet que una successió de nombres naturals estrictament decreixent és necessàriament finita. Aquest mètode descansa sobre un dels axiomes dels nombres naturals : tot conjunt no buit de nombres naturals té un element que és el més petit de tots.
Per tant, per demostrar que els enters naturals no posseeixen una propietat n'hi ha prou en demostrar que si existís algun enter natural que la tingués llavors se'n podria trobar un altre estrictament més petit que també la tindria.

## Principi
Sigui P(n) una propietat que fa intervenir un enter n. S'intenta demostrar que P(n) és falsa per a tot n. Per això es procedeix com segueix:
- Se suposa que per a un natural a qualsevol, P(a) és verdadera.
- Per un argument matemàtic a precisar en cada cas, es demostra que si P(n) és verdadera, llavors P(m) és també verdadera per a un natural m estrictament inferior a n.
- Llavors es pot concloure que P(n) no és mai verdadera, ja que la successió de naturals que verifiquen la propietat P(n) mai no pot ser estrictament decreixent i infinita.

Aquest mètode serveix essencialment per demostrar que no existeix cap natural responent a una certa propietat a base de construir una nova solució natural estrictament més petita que la precedent (en un sentit a precisar en cada cas). Si una suposició indueix la possibilitat de l'existència d'una successió infinita i estrictament decreixent de naturals llavors aquesta suposició és falsa: en efecte es construiria així un natural que seria més petit que el més petit dels naturals: 0.

## Limitacions
Cal fixar-se que el descens infinit descansa en el fet que els naturals tenen un element mínim i que la separació entre ells no es pot fer més i més petita. No s'aplica doncs en el conjunt dels enters perquè no tenen element mínim; per exemple, la successió definida per {\displaystyle u_{0}=a} i {\displaystyle u_{n+1}=u_{n}-1} és estrictament decreixent i infinita. Tampoc s'aplica al conjunt dels racionals encara que es restringeixi als racionals positius, perquè la distància entre ells es pot anar fent més i més petita sense acabar mai; per exemple, la successió {\displaystyle \left({\frac {1}{2^{n}}}\right)} és estrictament decreixent i infinita.

## Exemples
- Per demostrar que no existeixen naturals més grans que zero x i y tals que {\displaystyle x^{2}=2y^{2}} (1), se suposa que sí que existeixen, llavors x serà parell i s'escriurà {\displaystyle 2x_{1}}. L'igulatat (1) s'escriurà {\displaystyle 4x_{1}^{2}=2y^{2}}, per tant {\displaystyle 2x_{1}^{2}=y^{2}}.

Llavors es tindrà y parell. S'escriurà {\displaystyle 2y_{1}}. Els naturals {\displaystyle x_{1}} i {\displaystyle y_{1}} verifiquen altre cop {\displaystyle x_{1}^{2}=2y_{1}^{2}}.
Així es pot crear una successió una successió de nombres naturals (els quadrats són sempre positius) estrictament decreixent que verifiquen (1).
Això és absurd i, per tant, es conclou que no existeixen pas cap parell de nombres naturals no nuls x i y tals que {\displaystyle x^{2}=2y^{2}}.

## Història
Aquest mètode apareix en els Elements d'Euclides, però és sobretot Pierre de Fermat que el formula explícitament i és de fet un instrument important en el seu programa per a la teoria dels nombres naturals; apareix en particular en la seva prova del teorema que la superfície d'un triangle rectangle del qual els costats són enters no pot ser el quadrat d'un enter, prova que constitueix la seva Observació 45 sobre les Aritmètiques de Diofantnt i que va ser publicada per primera vegada el 1670, a l'edició pòstuma d'aquestes observacions que va fer Samuel de Fermat. Aquest teorema porta a la demostració de l'últim teorema de Fermat per a n=4. Frenicle de Bessy se serveix també del mètode de descens infinit, segons Fermat, al seu Tractat dels triangles rectangles en nombres, editat el 1676. També va ser utilitzada per Euler per establir la demostració del teorema dels dos quadrats de Fermat, i en nombroses investigacions de teoria de nombres. Una variant ha estat posada a la pràctica per demostrar el teorema de Faltings segons el qual l'estructura dels punts amb coordenades racionals (o més generalment amb coordenades en un cos de nombres) sobre una corba el·líptica és un grup abelià finit.

## Nota
1. ↑  Carta a Pierre de Carcavi, 1659